# Championnat de Belgique de football de deuxième division 1923-1924
Navigation
saison précédente saison suivante
Cette page présente la dixième édition du championnat  Promotion (D2) belge.
Pour la première fois, la  Promotion (D2) se dispute avec 28 clubs répartis en 2 séries de 14 équipes. Sept des quatorze promus sont relégués en fin de compétition.
Pour la montée en Division d'Honneur, le règlement prévoit de promouvoir les deux champions (1 par série), et le vainqueur d'un test-match entre les deux deuxièmes classés.
Ce championnat est "bruxellois" car les titres sont partagés entre le SC Anderlechtois, qui descendait de l'élite, et le White Star Woluwe AC.
Un triplé bruxellois est manqué de peu. Dans le test-match des deuxièmes, le FC Malinois prend le meilleur sur le CS La Forestoise.
Le règlement prévoit que les 4 derniers classés de chaque série soient relégués en séries régionales.
La Province de Namur est représentée pour la première fois en séries nationales, avec l'Entente Tamines. Seule la Province du Luxembourg n'a pas encore eu de club en nationales.
- Le nom des clubs est celui employé à l'époque.

## Clubs participants
Vingt-huit clubs prennent part à cette édition, soit le double du nombre de lors de la saison précédente. Les clubs sront répartis en deux séries de 14 équipes.

### Série A
| #  | Nom                                  | Mat. | Ville      | Stades               | En D2 depuis    | Total en D2 | S. précédente      |
| -- | ------------------------------------ | ---- | ---------- | -------------------- | --------------- | ----------- | ------------------ |
| 1  | Sporting Club Anderlechtois          | 35   | Anderlecht | stade Emile Versé    | 1923-1924 (1re) | 4 saisons   | Div. d'Honneur 13e |
| 2  | Football Club Malinois               | 25   | Malines    | Achter de Kazerne    | 1922-1923 (2e)  | 9 saisons   | 4e                 |
| 3  | Football club Bressoux               | 23   | Bressoux   | ??                   | 1911-1912 (8e)  | 8 saisons   | 8e                 |
| 4  | Excelsior Football Club Hasselt      | 37   | Hasselt    | ??                   | 1921-1922 (3e)  | 3 saisons   | 10e                |
| 5  | Liersche Sportkring                  | 30   | Lierre     | Lispersteenweg       | 1921-1922 (3e)  | 3 saisons   | 6e                 |
| 6  | Association Sportive Ostendaise      | 53   | Ostende    | Albertpark           | 1922-1923 (2e)  | 2 saisons   | 14e                |
| 7  | Club Sportif de Schaerbeek           | 55   | Schaerbeek | Parc Josaphat        | 1922-1923 (2e)  | 2 saisons   | 12e                |
| 8  | Société Royale Dolhain Football Club | 9    | Dolhain    | La Bêverie           | 1923-1924 (1re) | 1 saison    | Séries inf.        |
| 9  | Royale Union Sportive Tournaisienne  | 26   | Tournai    | Stade Gaston Horlait | 1923-1924 (1re) | 5 saisons   | Séries inf.        |
| 10 | Saint-Ignace Sporting Club Anvers    | 29   | Deurne     | ??                   | 1923-1924 (1re) | 1 saison    | Séries inf.        |
| 11 | Skill Racing Union                   | 34   | Verviers   | ??                   | 1923-1924 (1re) | 1 saison    | Séries inf.        |
| 12 | Albert Elisabeth Club Mons           | 44   | Mons       | rue du Tir           | 1923-1924 (1re) | 3 saisons   | Séries inf.        |
| 13 | Voetbal Vereeniging Oude God Sport   | 68   | Mortsel    | ??                   | 1923-1924 (1re) | 1 saison    | Séries inf.        |
| 14 | Racing Football Club Montegnée       | 77   | Montegnée  | ??                   | 1923-1924 (1re) | 1 saison    | Séries inf.        |

### Localisation - Série A
| \| Bruxelles · SC Anderlechtois · CS Schaerbeek Oude God Sport St-Ignace SC Lierse FC Malinois AS Ostendaise Anderlecht CS Schaerbeek Exc. Hasselt Bressoux Montegnée SRU Verviers Dolhain FC AEC Mons US Tournaisienne \| Localisation des clubs engagés en « Promorion - Série A 1923-1924 » |
| Bruxelles · SC Anderlechtois · CS Schaerbeek Oude God Sport St-Ignace SC Lierse FC Malinois AS Ostendaise Anderlecht CS Schaerbeek Exc. Hasselt Bressoux Montegnée SRU Verviers Dolhain FC AEC Mons US Tournaisienne                                                                           |

### Série B
| #  | Nom                                | Mat. | Ville        | Stades                            | En D2 depuis    | Total en D2 | S. précédente      |
| -- | ---------------------------------- | ---- | ------------ | --------------------------------- | --------------- | ----------- | ------------------ |
| 1  | Uccle Sport                        | 15   | Uccle        | chaussée de Neerstalle            | 1923-1924 (1re) | 6 saisons   | Div. d'Honneur 14e |
| 2  | Royal Léopold Club de Bruxelles    | 5    | Uccle        | Parc Brugmann                     | 1919-1920 (5e)  | 5 saisons   | 13e                |
| 3  | Stade Louvaniste                   | 18   | Louvain      | ??                                | 1909-1910 (10e) | 10 saisons  | 5e                 |
| 4  | Tilleur Football Club              | 21   | Ougrée       | site du Bois d'Avroy              | 1909-1910 (10e) | 10 saisons  | 3e                 |
| 5  | Lyra Turn en Sportvereniging       | 52   | Lierre       | Lyrastadion, Mechelsesteenweg     | 1913-1914 (6e)  | 6 saisons   | 9e                 |
| 6  | White Star Woluwe Athletic Club    | 47   | Woluwe-St-L. | rue de Kelle                      | 1922-1923 (2e)  | 2 saisons   | 7e                 |
| 7  | Association Sportive Herstalienne  | 82   | Herstal      | ??                                | 1922-1923 (2e)  | 2 saisons   | 11e                |
| 8  | Fléron Football Club               | 33   | Fléron       | ??                                | 1923-1924 (1re) | 2 saisons   | Séries inf.        |
| 9  | Association Sportive Renaisienne   | 38   | Renaix       | ??                                | 1923-1924 (1re) | 1 saison    | Séries inf.        |
| 10 | Sport Vereeniging Blankenberghe    | 48   | Blankenberge | ??                                | 1923-1924 (1re) | 1 saison    | Séries inf.        |
| 11 | Vilvorde Football Club             | 49   | Vilvorde     | ??                                | 1923-1924 (1re) | 1 saison    | Séries inf.        |
| 12 | Cercle Sportif La Forestoise       | 51   | Forest       | ??                                | 1923-1924 (1re) | 2 saisons   | Séries inf.        |
| 13 | Association Athlétique Termondoise | 59   | Termonde     | ??                                | 1923-1924 (1re) | 1 saison    | Séries inf.        |
| 14 | Entente Tamines                    | 127  | Tamines      | Stade Communale, Rue Saint Martin | 1923-1924 (1re) | 1 saison    | Séries inf.        |

### Localisation - Série B
| \| Bruxelles · CS La Forestoise · Uccle Sport · White Star Woluwé AC · R. Léopold CB Lyra Blankenberge AA Termondoise AS Renaisienne Vilvorde Bruxelles St. Louvaniste Tilleur AS Herstalienne Fléron FC Ent. Tamines \| Localisation des clubs engagés en « Promotion - Série B 1923-1924 » |
| Bruxelles · CS La Forestoise · Uccle Sport · White Star Woluwé AC · R. Léopold CB Lyra Blankenberge AA Termondoise AS Renaisienne Vilvorde Bruxelles St. Louvaniste Tilleur AS Herstalienne Fléron FC Ent. Tamines                                                                           |

### Localisation des clubs bruxellois
Les 6 cercles bruxellois sont :
(6) SC Anderlechtois (B)
(8) CS La Forestoise (A)
(9) Uccle Sport (A)
CS Schaerbeek (B)
(14) White Star Woluwé AC (A)
(23) R. Léopold CB (A)

## Classements
Légende
- Champion & Promu en Division d'Honneur
- 3e montant en Division d'Honneur
- clubs devant jouer un test-match pour l'attribution du titre d'une série et/ou d'une place montante en Division d'Honneur
- Barrages de maintien
- Relégation vers les séries inférieures

Abréviations
 : Relégué de Division d'Honneur 1922-1923

 : Promus des séries inférieures depuis la saison précédente 

### Promotion A
| Rang | Équipe               | Pts | J  | G  | N | P  | Bp | Bc | Diff |
| ---- | -------------------- | --- | -- | -- | - | -- | -- | -- | ---- |
| 1    | SC ANDERLECHTOIS     | 46  | 26 | 22 | 2 | 2  | 90 | 15 | +75  |
| 2    | FC Malinois          | 40  | 26 | 16 | 8 | 2  | 68 | 27 | +41  |
| 3    | Liersche SK          | 35  | 26 | 14 | 7 | 5  | 51 | 30 | +21  |
| 4    | AS Ostendaise        | 31  | 26 | 11 | 9 | 6  | 40 | 36 | +4   |
| 5    | SR Dolhain FC        | 28  | 26 | 12 | 4 | 10 | 40 | 42 | -2   |
| 6    | VV Oude God Sport    | 26  | 26 | 10 | 6 | 10 | 41 | 36 | +5   |
| 7    | St-Ignace SC Anvers  | 26  | 26 | 10 | 6 | 10 | 42 | 37 | +5   |
| 8    | Excelsior FC Hasselt | 26  | 26 | 11 | 4 | 11 | 50 | 48 | +2   |
| 9    | FC Bressoux          | 26  | 26 | 11 | 4 | 11 | 45 | 49 | -4   |
| 10   | Racing FC Montegnée  | 26  | 26 | 11 | 4 | 11 | 41 | 53 | -12  |
| 11   | CS Schaerbeek        | 21  | 26 | 6  | 9 | 11 | 33 | 34 | -1   |
| 12   | Skill Racing Union   | 18  | 26 | 7  | 4 | 15 | 36 | 50 | -14  |
| 13   | AEC Mons             | 10  | 26 | 3  | 4 | 19 | 26 | 78 | -52  |
| 14   | US Tournaisienne     | 5   | 26 | 1  | 3 | 22 | 9  | 77 | -68  |

### Promotion B
| Rang | Équipe               | Pts | J  | G  | N | P  | Bp | Bc | Diff |
| ---- | -------------------- | --- | -- | -- | - | -- | -- | -- | ---- |
| 1    | White Star Woluwe AC | 39  | 26 | 16 | 7 | 3  | 53 | 30 | +23  |
| 1    | CS La Forestoise     | 39  | 26 | 17 | 5 | 4  | 65 | 29 | +36  |
| 3    | Tilleur FC           | 35  | 26 | 14 | 7 | 5  | 68 | 28 | +40  |
| 4    | R. Léopold CB        | 35  | 26 | 15 | 5 | 6  | 67 | 39 | +28  |
| 5    | AS Herstalienne      | 35  | 26 | 13 | 9 | 4  | 44 | 29 | +15  |
| 6    | Uccle Sport          | 31  | 26 | 13 | 5 | 8  | 48 | 33 | +15  |
| 7    | Stade Louvaniste     | 29  | 26 | 10 | 9 | 7  | 39 | 36 | +3   |
| 8    | SV Blankenberghe     | 28  | 26 | 11 | 6 | 9  | 56 | 53 | +3   |
| 9    | TSV Lyra             | 26  | 26 | 10 | 6 | 10 | 41 | 44 | -3   |
| 10   | AS Renaisienne       | 23  | 26 | 10 | 3 | 13 | 38 | 54 | -16  |
| 11   | Vilvorde FC          | 18  | 26 | 7  | 4 | 15 | 38 | 56 | -18  |
| 12   | AA Termondoise       | 14  | 26 | 5  | 4 | 17 | 29 | 56 | -27  |
| 13   | Entente Tamines      | 7   | 26 | 2  | 3 | 21 | 19 | 68 | -49  |
| 14   | Fléron FC            | 5   | 26 | 2  | 1 | 23 | 25 | 75 | -50  |

## Déroulement de la saison

### Résultats des rencontres - Série A
| Résultats (▼dom., ►ext.)                                   | 1 | 2 | 3 | 4 | 5 | 6 | 7 | 8 | 9 | 10 | 11 | 12 | 13 | 14 |
|                                                            |   | - | - | - | - | - | - | - | - | -  | -  | -  | -  | -  |
|                                                            | - |   | - | - | - | - | - | - | - | -  | -  | -  | -  | -  |
|                                                            | - | - |   | - | - | - | - | - | - | -  | -  | -  | -  | -  |
|                                                            | - | - | - |   | - | - | - | - | - | -  | -  | -  | -  | -  |
|                                                            | - | - | - | - |   | - | - | - | - | -  | -  | -  | -  | -  |
|                                                            | - | - | - | - | - |   | - | - | - | -  | -  | -  | -  | -  |
|                                                            | - | - | - | - | - | - |   | - | - | -  | -  | -  | -  | -  |
|                                                            | - | - | - | - | - | - | - |   | - | -  | -  | -  | -  | -  |
|                                                            | - | - | - | - | - | - | - | - |   | -  | -  | -  | -  | -  |
|                                                            | - | - | - | - | - | - | - | - | - |    | -  | -  | -  | -  |
|                                                            | - | - | - | - | - | - | - | - | - | -  |    | -  | -  | -  |
|                                                            | - | - | - | - | - | - | - | - | - | -  | -  |    | -  | -  |
|                                                            | - | - | - | - | - | - | - | - | - | -  | -  | -  |    | -  |
|                                                            | - | - | - | - | - | - | - | - | - | -  | -  | -  | -  |    |
| - Victoire à domicile - Match nul - Victoire à l'extérieur |   |   |   |   |   |   |   |   |   |    |    |    |    |    |

### Résultats des rencontres - Série B
| Résultats (▼dom., ►ext.)                                   | 1 | 2 | 3 | 4 | 5 | 6 | 7 | 8 | 9 | 10 | 11 | 12 | 13 | 14 |
|                                                            |   | - | - | - | - | - | - | - | - | -  | -  | -  | -  | -  |
|                                                            | - |   | - | - | - | - | - | - | - | -  | -  | -  | -  | -  |
|                                                            | - | - |   | - | - | - | - | - | - | -  | -  | -  | -  | -  |
|                                                            | - | - | - |   | - | - | - | - | - | -  | -  | -  | -  | -  |
|                                                            | - | - | - | - |   | - | - | - | - | -  | -  | -  | -  | -  |
|                                                            | - | - | - | - | - |   | - | - | - | -  | -  | -  | -  | -  |
|                                                            | - | - | - | - | - | - |   | - | - | -  | -  | -  | -  | -  |
|                                                            | - | - | - | - | - | - | - |   | - | -  | -  | -  | -  | -  |
|                                                            | - | - | - | - | - | - | - | - |   | -  | -  | -  | -  | -  |
|                                                            | - | - | - | - | - | - | - | - | - |    | -  | -  | -  | -  |
|                                                            | - | - | - | - | - | - | - | - | - | -  |    | -  | -  | -  |
|                                                            | - | - | - | - | - | - | - | - | - | -  | -  |    | -  | -  |
|                                                            | - | - | - | - | - | - | - | - | - | -  | -  | -  |    | -  |
|                                                            | - | - | - | - | - | - | - | - | - | -  | -  | -  | -  |    |
| - Victoire à domicile - Match nul - Victoire à l'extérieur |   |   |   |   |   |   |   |   |   |    |    |    |    |    |

### Test-match pour l'attribution du titre dans la série B
- Attribution effectuée après rencontres « aller-retour »

| Date       | Équipe 1             | Équipe 2             | Score | Remarques |
| ---------- | -------------------- | -------------------- | ----- | --------- |
| 20/04/1924 | CS La Forestoise     | White Star Woluwe AC | 1-2   |           |
| 27/04/1924 | White Star Woluwe AC | CS La Forestoise     | 2-1   |           |
|            | WHITE STAR WOLUWE AC | Champion             |       |           |
|            | CS La Forestoise     | renvoyé aux barrages |       |           |

### Test-match pour désigner le3emontant
- entre les deuxièmes de chaque série - Rencontre disputée en « aller-retour »

| Date       | Équipe 1         | Équipe 2         | Score | Remarques |
| ---------- | ---------------- | ---------------- | ----- | --------- |
| 11/05/1924 | FC Malinois      | CS La Forestoise | 3-2   |           |
| 25/05/1924 | CS La Forestoise | FC Malinois      | 1-3   |           |
|            | FC Malinois      | Promu            |       |           |

### Attribution du titre de « Champion de Promotion »
Ce match a valeur honorifique. La rencontre est disputée sur le terrain de l'Union.
| Date       | Équipe 1             | Équipe 2         | Score | Remarques |
| ---------- | -------------------- | ---------------- | ----- | --------- |
| 11/05/1924 | White Star Woluwe AC | SC ANDERLECHTOIS | 0-2   |           |

Note: Apparemment ce test match est le fruit d'un arrangement entre les deux cercles bruxellois. Il semble que d'autres "matches pour le titre" ont lieu par la suite lorsque le 2e niveau compte deux séries. Mais malhaureusement on ne retrouve pas toujours de traces fiables de ces rencontres. Le cas de figure se reproduit par la suite aux 3e puis 4e niveaux nationaux qui comptent toujours plus d'une série. Si des matches entre les champions de série sont disputés à certaines époques, le titre "d'unique" champion n'aura jamais valeur officielle et le fait de remporter une série équivaut à un titre au niveau concerné.

## Récapitulatif de la saison
- Champion A : SC Anderlechtois (1er titre en D2)
- Champion B : White Star Woluwe AC (1er titre en D2)
- Troisième et Quatrième titre de "D2" pour la Province de Brabant.
- Troisième promu: FC Malinois.

| Région flamande (10)            | Région flamande (10) | Province de Brabant (8)      | Province de Brabant (8) | Région wallonne (10)   | Région wallonne (10) |
| ------------------------------- | -------------------- | ---------------------------- | ----------------------- | ---------------------- | -------------------- |
| Province d'Anvers               | 5                    | Région de Bruxelles-Capitale | 6                       | Province de Hainaut    | 2                    |
| Province de Flandre-Occidentale | 2                    | Province du Brabant flamand  | 2                       | Province de Liège      | 7                    |
| Province de Flandre-Orientale   | 2                    | Province du Brabant wallon   | 0                       | Province de Luxembourg | 0                    |
| Province de Limbourg            | 1                    |                              |                         | Province de Namur      | 1                    |

1. ↑  Au niveau footballistique, la province de Brabant est toujours unitaire malgré sa partition territoriale en 1995.

## Montée / Relégation
Le SC Anderlechtois, le White Star Woluwe AC et le FC Malinois sont promus en Division d'Honneur.
Huit clubs sont relégués et remplacés par huit formations promues depuis les séries régionales.
Promus depuis les divisions inférieures: FC Sérésien, Excelsior SC, KSV Oudenaarde, Charleroi SC, Courtrai Sport, SC Theux, Boom FC, Jeunesse Arlonaise.

## Débuts en séries nationales et en "D2"
Avec la création d'une série supplémentaire, dix clubs jouent pour la première fois dans les séries nationales du football belge. Ils portent le nombre de clubs différents à y apparaître à 57 et le nombre de cercles ayant joués au 2e niveau national à 42.
- VV Oude God Sport, St-Ignace SC Anvers - 11e et 12e clubs anversois différents en D2 ;
- Vilvorde FC - 16e club brabançon différent en D2 ;
- SV Blankenberghe - 7e club flandrien occidental différent en D2 ;
- AS Renaisienne, AA Termondoise  - 4e et 5e clubs flandriens orientaux différents en D2.
- Dolhain FC, Racing FC Montegnée, Skill Racing Union - 9e, 10e et 11e clubs liégeois différent en D2 ;
- Entente Tamines - 1er club namurois en D2 (et en nationale) ;

Avec la première apparition d'un cercle namurois, huit des neuf provinces belges ont eu au moins un participant en séries nationales.

## Divisions inférieures
À cette époque, les compétitions ne connaissent pas encore la même hiérarchie que celle qui est la leur de nos jours. C'est essentiellement après la Première Guerre mondiale que la pyramide va se constituer.
Depuis 1909-1910, sous les deux séries nationales (Division d'Honneur et Promotion), se déroulent des championnats régionaux. Les clubs sont regroupés par zones géographiques. Celles-ci ne tiennent pas toujours compte du découpage administratif des provinces, eu égard au petit nombre de clubs que connaissent certaines régions. Au fil des saisons, une hiérarchie de "Divisions" s'installe dans les différentes régions.
Des test-matches (appelés aussi barrages) sont organisés entre les vainqueurs de zones. À la fin d'un parcours, se compliquant au fil des saisons, les gagnants montent en Promotion.
Au fil des années, la montée vers la Promotion est déterminée par ces test-matches. Toutefois, un "principe d'élection" reste en vigueur pendant plusieurs saisons. Un « système de licence » bien avant l'instauration des fameux sésames actuels en quelque sorte.
Selon les régions (et selon les sources que l'on retrouve les concernant), les appellations Division 2 ou Division 3 sont courantes. Cela vient du fait que certaines séries régionales conservèrent le nom (Division 2) qu'elles portent avant la création de la  Promotion. En effet, avant cela leur vainqueurs de ces séries prenaient part au tournoi de fin de saison (appelé « Division 2 ») par zones géographiques et alors que le tournoi final regroupant les vainqueurs de zone s'appelle « Division 1 ». Localement d'autres séries sont considérées comme « Division 3 » et en portent le nom.
Mais il est bon de savoir qu'à cette époque pour la Fédération belge, il n'y a donc que deux "divisions nationales".